# Niederrheinischer Künstlerbund
Der Niederrheinische Künstlerbund wurde 1936 von Hanns Lamers und Walther Brüx in Kleve als „Künstlergilde Profil“ gegründet und ab 1947 unter den Namen „Niederrheinischer Künstlerbund“ fortgeführt.
Der Künstlerbund führte die Tradition der Klever Romantik fort, die seit der Gründung der Malerakademie in Kleve durch Barend Cornelis Koekkoek im Jahr 1841 lebendig gehalten wurde: den Zusammenschluss einer größeren Zahl künstlerisch Schaffender, die zum Teil heimisch waren, zum Teil durch Landschaft und Fluidum des Niederrheins angezogen wurden.
1966 verstarb Hanns Lamers. Aus Anlass des 50-jährigen Bestehens des Künstlerbundes wurde von Walther Brüx im Jahr 1996 eine Gesamtausstellung organisiert. In seinem Ausstellungskatalog aus dem Jahr 1966, „Kunst am Niederrhein seit 1900“, listete er, sortiert nach Geburtsjahr, die Mitglieder auf:

## Mitglieder
- Achilles Moortgat (* 1881 in St. Gilles (Belgien); † 1957 in Baasrode (Belgien)).
- Albert Reibmayr (* 1881 in Linz (Österreich); † 1941 in Kleve).
- Josef Oberboersch (Jupp) (* 1884 in Overath; † 1957 in Kleve).
- Josef Mooren (* 1885 in Kleve; † 1987 in Kleve).
- Gisela Baur-Nütten (* 1886 in Düsseldorf; † 1981).
- Johan Davidsen (John) Smith (* 1886 in Randrup (Dänemark); † 1963 in Kleve).
- Jupp Brüx (* 1889 in Kleve; † 1944 in Kleve).
- Anton Van Dyck (* 1893 in Goch; † 1945 in Kleve).
- Resi Fleischhauer (* 1893 in Kleve; † 1984).
- Hermann Teuber (* 1894 in Dresden; †  1985  in München).
- Artur Buschmann (* 1895 in Wesel; † 1971 in Wesel).
- Hanns Lamers   (* 1897 in Kleve; † 1966 in Kleve).
- Josef Kopetsky (* 1900 in Oppeln; † ?).
- Maria Buschmann-Scherman (* 1900 Wien; † 1991 in Wesel).
- Etie Senffleben-Krull (* 1901 in Alkmaar (Niederlande); † 1987 in Kleve).
- Gustav Ruhnau (* 1901 in Düsseldorf; † 1987 Xanten).
- Helene Maywald (* 1903 in Kleve; † 1983).
- Alfred Sabisch (* 1905 in Deuben bei Leipzig; † 1986 in Kalkar).
- Bernd Schulte (* 1908 in Köln; † 1972 in Kleve).
- Fritz Steinhage  (* 1908 in Bochum; † ).
- Erwin Hentrich (* 1908 in Krefeld; † 1998).
- Paul Theissen (* 1915 in Essen; † 1994 in Kleve).
- Walther Brüx (* 1917 in München; † 2006 in Kleve).
- Elna Brüx (* 1923 in Hamburg; † 2015 in Kleve).
- Pierre Theunissen (* 1931 in Keeken bei  Kleve; † 2021 in Le Tignet (Frankreich)).
- Rudolf Schoofs (* 1932 in Goch; † 2009 in Stuttgart).

Des Weiteren waren wegen deren Bezug auf den Künstlerbund in der Ausstellung vertreten: Heinrich Lamers, August Lüdecke-Cleve (1868–1957), Wilhelm Lachenmeyer (1873–1944), Josef van Brackel (1874–1959), Heinrich Nauen (1880–1940), Piet Leysing (1885–1933), Otto Pankok (1893–1966) und Heinz Lamers (1896–1939).